# 테사 알렌
테사 알렌(Tessa Allen, 1996년 8월 7일 ~ )은 미국의 배우, 영화배우이다. 맨해튼비치에서 태어났다.

## 영화
- 이너프 (2002년) - 그레이시 힐러 역